# Epidendrum moscozoi
Epidendrum moscozoi är en orkidéart som beskrevs av Eric Hágsater och E.Santiago. Epidendrum moscozoi ingår i släktet Epidendrum och familjen orkidéer. Inga underarter finns listade i Catalogue of Life.